# گام معلق لک‌لک
گام معلق لک‌لک (به یونانی: Το μετέωρο βήμα του πελαργού) فیلمی سینمایی ساخته تئو آنگلوپولوس محصول سال ۱۹۹۱ است. این فیلم به‌عنوان یکی از مطرح‌ترین آثار سینمای اروپا در دهه نود میلادی، نام خالقش را به‌عنوان یک کارگردان صاحب سبک تثبیت کرد. گام معلق لک‌لک در جشنواره فیلم کن ۱۹۹۱ شرکت داشت.

## خلاصه داستان
در یک شهر مرزی یونان، تعداد بی‌شماری از پناهندگان سیاسی سرگردان‌اند. یک خبرنگار تلویزیونی در حین تهیه گزارش از زندگی آنان، پیرمردی (مارچلو ماسترویانی) را می‌بیند که گمان می‌برد سیاستمدار مشهوری است چند سال پیش به‌طور مرموزی ناپدید شده بود.